# ミラノ・ボヴィーザ・ポリテクニコ駅
座標: 北緯45度30分09秒 東経9度09分33秒 / 北緯45.502512度 東経9.159143度
ミラノ・ボヴィーザ・ポリテクニコ駅（伊: Stazione di Milano Bovisa-Politecnico）は、 イタリア共和国ミラノ市北部のボヴィーザ地区にある鉄道駅である。駅名の由来は近くにあるミラノ工科大学（ポリテクニコ）のボヴィーザキャンパスにさかのぼる。当駅ではミラノ・カドルナ駅が起点である北ミラノ鉄道のミラノ-サロンノ線からミラノ・アッソ線が分岐し、さらに南からミラノ・ポルタ・ガリバルディ駅方面からミラノ通行線が乗り入れする。このため、当駅は四つの路線が合う十字の中心にある。

## 各鉄道路線

### 州内鉄道
以下の各路線の途中駅になっている:
マルペンサ・エクスプレス ミラノ・カドルナ ↔ サロンノ ↔ マルペンサ空港 (一部通過)
マルペンサ・エクスプレス ミラノ中央 ↔ サロンノ ↔ マルペンサ空港
FNM1 ミラノ・カドルナ ↔ サロンノ ↔ ノヴァーラ・ノルド
FNM2 ミラノ・カドルナ ↔ サロンノ ↔ ヴァレーゼ ↔ ラヴェーノ-モンベッロ・ノルド
FNM3 ミラノ・カドルナ ↔ サロンノ ↔ コモ・ラーゴ
FNM4 ミラノ・カドルナ ↔ エルバ ↔ カンツォ・アッソ

### 近郊線

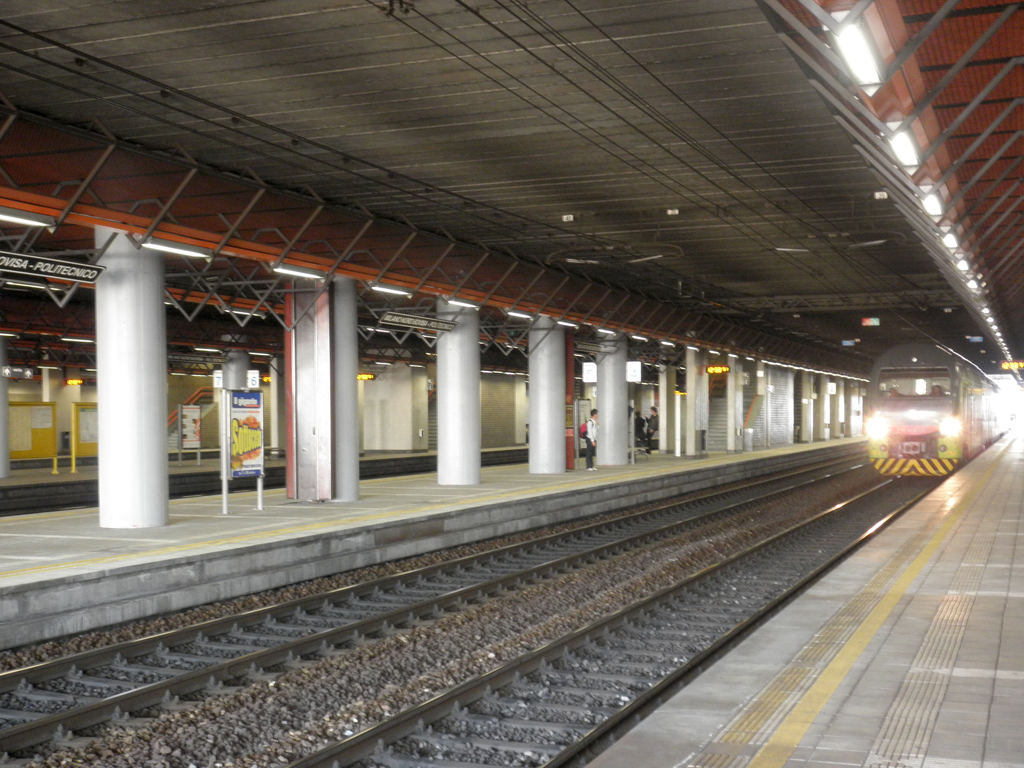
ホーム

以下の各路線の北端の始発駅になっている:
 サロンノ ↔ ローディ
 マリアーノ・コメンセ ↔ ミラノ・ロゴレード
 サロンノ ↔ ミラノ・カドルナ
 カムナーゴ・レンターテ ↔ ミラノ・カドルナ
 当駅 ↔ パヴィーア